# Giovanni Battista Mosto
Giovanni Battista Mosto (* vor 1550 in Udine; † Juni 1596 in Alba Iulia (Weißenburg in Siebenbürgen)) war ein italienischer Komponist und Kapellmeister.

## Leben
Giovanni Battista Mosto war der Sohn des leitenden Stadtpfeifers von Udine. Er studierte bei Claudio Merulo, dem er 1578 seine erste Madrigalsammlung Il primo fiore della ghirlanda musicale widmete. Mosto hatte 1568 eine Anstellung als Zinkenist und Posaunist in der Münchener Hofkapelle unter Orlando di Lasso, kehrte aber bereits ein Jahr später nach Udine zurück und gehörte ab 1570 zu den Stadtpfeifern. 1573 erhielt er den Auftrag, die Stadtkapelle neu zu ordnen und den Chorknaben der Kathedrale das Spielen der verschiedenen Instrumente beizubringen. 1574 weilte Mosto für kurze Zeit in Venedig und reiste von dort weiter nach München. Am 6. November 1580 erhielt er den Posten des „maestro di cappella“ an der Kathedrale von Padua. Wegen seines autoritären Führungsstils wurde sein Vertrag nicht erneuert und er wechselte 1589 an die venezianische Kirche Santa Maria Gloriosa dei Frari. 1590 kam er in den Dienst des Prinzen Sigismund Báthory von Transsilvanien nach Weißenburg, um dort eine Hofkapelle mit italienischen Musikern zu gründen. Nach einer Türkeninvasion von 1594 verlagerte Báthory seinen Hof mitsamt der Hofkapelle nach Krakau. Noch im gleichen Jahr reiste Mosto nach Köln und trat in den Dienst des Kurfürsten und Erzbischofs Ernst von Bayern, in dessen Gefolge er in Bonn, Lüttich und Brüssel weilte. 1595 kehrte er nach Padua zurück, um erneut als Kapellmeister am Dom tätig zu werden. Erkrankt reiste er im darauf folgenden Jahr nach Weißenburg zu seiner Familie, verstarb aber während der Reise.
In Prag wurden 1594 zwei Messen Mostos im Beisein Kaiser Rudolfs aufgeführt, hierzu protokollierte die Hofkammer „Johan Baptista Mosto seindt wegen 2 presentirter meßen 60 thaller bewilligt worden“.
Neben vier Bänden mit eigenen Werken, finden sich zahlreiche weitere Werke Mostos in den wichtigsten Anthologien des späteren 16. Jahrhunderts. So veröffentlichte Thomas Morley 1598 in London, zwei Madrigale Mostos in seiner Sammlung De floridi virtuosi d'Italia. Stilistisch gehörte Mosto zur venezianischen Schule, mit einer gewissen Nähe zu Andrea Gabrieli.

## Werke
- Il primo libro de madrigali a cinque voci con un ecce a dieci nel fine (Venedig, 1578)
- Il secondo libro de madrigali, 5 stimmig (Venedig, 1584)
- Il terzo libro de madrigali, 5 stimmig (Venedig, Angelo Gardano, 1588)
- Il primo libro de madrigali, 6 stimmig (Venedig, 1595)
- Motecta liber primus, 5 stimmig (Venedig, 1590)
- zahlreiche einzelne Madrigale und 2 Psalmvertonungen
- 3 Messen (1594)